# الحدود بين جمهورية إفريقيا الوسطى والسودان

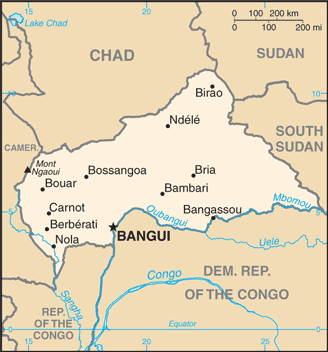
خريطة جمهورية أفريقيا الوسطى، مع السودان إلى الشمال الشرقي

الحدود بين جمهورية أفريقيا الوسطى والسودان التي يبلغ طولها 174 كم (108 ميل) وتمتد من النقطة الثلاثية مع تشاد في الشمال، إلى النقطة الثلاثية مع جنوب السودان في الجنوب.

## الوصف
تبدأ الحدود من الشمال عند النقطة الثلاثية مع تشاد وتواصل براً في اتجاه جنوب شرق، وتتحول جنوباً بالقرب من منطقة كافيا قنجي، وهي منطقة متنازع عليها مع جنوب السودان ولكنها تخضع حاليًا للإدارة السودانية. تتكون الحدود بعد ذلك من سلسلة من الخطوط غير المنتظمة فوق التضاريس الجبلية، وتتجه بحدة إلى الشرق ثم تنتقل إلى النقطة الثلاثية الحالية لجنوب السودان.

## التاريخ
ظهرت الحدود لأول مرة خلال التدافع على إفريقيا، وهي فترة من المنافسة الشديدة بين القوى الأوروبية في أواخر القرن التاسع عشر على الأراضي والنفوذ في إفريقيا. وبلغت العملية ذروتها في مؤتمر برلين عام 1884، حيث اتفقت الدول الأوروبية المعنية على مطالبها الإقليمية وقواعد الاشتباكات في المستقبل. نتيجة لذلك، سيطرت فرنسا على الوادي العلوي لنهر النيجر (أي ما يعادل تقريبًا مناطق مالي والنيجر الحديثة)، وكذلك الأراضي التي اكتشفها بيير سافورنيا دو برازا لفرنسا في وسط أفريقيا (أي ما يعادل تقريبًا مناطق الجابون الحديثة وجمهورية الكونغو. من هذه القواعد، اسكتشف الفرنسيون المزيد من الأراضي في الداخل، وربطوها في النهاية بعد بعثات أبريل 1900 اجتمعت في قصور في أقصى شمال الكاميرون الحديثة. تم حكم هذه المناطق التي تم احتلالها في البداية كأراضي عسكرية، مع تنظيم المنطقتين لاحقًا في المستعمرات الفيدرالية لغرب أفريقيا الفرنسية وأفريقيا الاستوائية الفرنسية.
في 1898-99 اتفقت بريطانيا وفرنسا على مناطق نفوذهما المشتركة في الثلث الشمالي من إفريقيا، وقامت الدولتان بترسيم حدود بين أفريقيا الاستوائية الفرنسية والسودان الأنجلو-مصري (أي حدود تشاد والسودان الحديثة، حدود جمهورية أفريقيا الوسطى والسودان وحدود جمهورية أفريقيا الوسطى وجنوب السودان). تبع ذلك ترسيم الحدود على الأرض من قبل اللجنة الأنجلو-فرنسية في 1921-1923، مع التصديق على الحدود النهائية في 21 يناير 1924.
في 1 يناير 1956 أعلن السودان الأنجلو-مصري استقلاله باسم جمهورية السودان. تبعته جمهورية أفريقيا الوسطى في وقت لاحق في 13 أغسطس 1960 وأصبحت الحدود بعد ذلك حدودًا دولية بين دولتين مستقلتين. بعد استفتاء، في 9 يوليو 2011، أعلن جنوب السودان استقلاله عن السودان، مما أدى إلى تقصير كبير لحدود جمهورية أفريقيا الوسطى والسودان إلى طولها الحالي.

## مستوطنات قرب الحدود

### جمهورية أفريقيا الوسطى
- أم دافوق

### السودان
- أم روق